# Ло Стерпаро (Рим)
Ло Стерпаро је насеље у Италији у округу Рим, региону Лацио.
Према процени из 2011. у насељу је живело 61 становника. Насеље се налази на надморској висини од 289 м.